# John Dawson
John Collins Dawson IV (Chicago, 16 de junio de 1945 - San Miguel de Allende, 21 de julio de 2009), apodado "Marmaduke", fue un músico, cantante y compositor estadounidense, miembro fundador de la banda de country rock New Riders of the Purple Sage. Cantó la voz principal en la mayoría de las canciones de la banda.

## Biografía
John Dawson nació en Chicago. Su familia se mudó a California en 1952. Hijo de un cineasta de Los Altos Hills, California recibió lecciones de guitarra de un maestro y amigo de la peninsula school en Menlo Park, California. Para la escuela secundaria asistió a la Escuela Millbrook cerca de Millbrook, Nueva York. Mientras estaba en Millbrook, tomó cursos de teoría e historia de la música y cantó en el club glee.
La carrera musical de Dawson comenzó a mediados de la década de 1960 en la escena de la música folclórica en el Área de la Bahía de San Francisco. Allí conoció a su compañero guitarrista David Nelson, y formó parte de la formación rotativa de Uptown Jug Champions de Mother McCree, una banda de jug que incluía a Jerry García y varios otros futuros miembros de Grateful Dead. Dawson también estuvo fuertemente influenciado por el género sonoro de la música country de Bakersfield.
Después de una temporada en Occidental College, Dawson permaneció en el área metropolitana de Los Ángeles durante varios años. En 1969, Dawson había regresado a Los Altos Hills para asistir a cursos en Foothill College. Junto con Nelson, también contribuyó a las sesiones de Aoxomoxoa, el tercer álbum de estudio de Grateful Dead. También comenzó a escribir una serie de canciones de country rock, un desarrollo que coincide con el nuevo interés de García por tocar la Pedal steel guitar. Junto con Nelson, formaron los New Riders of the Purple Sage. The New Riders se convirtió en el acto de apertura de Grateful Dead, y su formación original incluía a tres miembros de Grateful Dead: García en pedal steel, Phil Lesh en bajo y Mickey Hart en batería. En un año, Dave Torbert reemplazó a Lesh y Spencer Dryden reemplazó a Hart en la alineación de New Riders, y García continuó tocando en ambas bandas. En 1970 y 1971, New Riders y Grateful Dead realizaron muchos conciertos juntos. En noviembre de 1971, Buddy Cage reemplazó a Jerry García como el pedal de acero de los New Riders, lo que le permitió a NRPS hacer una gira independientemente de los Dead.
Durante este mismo período, Dawson continuó apareciendo como músico invitado en los álbumes de estudio de Grateful Dead, incluidos Workingman's Dead (1970) y American Beauty (1970). Con Jerry García y Robert Hunter, coescribió la canción "Friend of the Devil".
En los años que siguieron, Dawson y Nelson lideraron una alineación de músicos que evolucionaba gradualmente en los New Riders of the Purple Sage, tocando su marca de country rock con influencia psicodélica y lanzando una serie de álbumes de estudio y en vivo. Las tareas de composición se dividieron generalmente entre Dawson (que se volvió gradualmente menos prolífico antes de disfrutar de un resurgimiento en el último álbum de estudio de la banda) y una sucesión de tres bajistas: Torbert, Skip Battin (conocido por su trabajo con Clarence White -era Byrds) y El veterano de Roger McGuinn Band, Stephen A. Love. En 1982, David Nelson y Buddy Cage dejaron la banda. John Dawson y los New Riders continuaron sin ellos, adquiriendo más influencia del bluegrass con la incorporación del multiinstrumentista Rusty Gauthier al grupo. NRPS continuó girando de forma intermitente y lanzó algún que otro álbum. Luego, en 1997, Dawson se retiró del negocio de la música, se mudó a México y se convirtió en profesor de inglés, y los New Riders se disolvieron.
En 2005, David Nelson y Buddy Cage revivieron a los New Riders of the Purple Sage, sin la participación de Dawson pero con su consentimiento y apoyo moral. Posteriormente, Dawson hizo varias apariciones como invitado en los conciertos de New Riders.
Dawson falleció en San Miguel de Allende, México a causa de cáncer de estómago el 21 de julio de 2009.